# 尾羽金星蕨
尾羽金星蕨（学名：Parathelypteris caudata）为金星蕨科金星蕨属下的一个种。

## 扩展阅读
維基物種上的相關：尾羽金星蕨